# Thermocyclops conspicuus
Thermocyclops conspicuus is een eenoogkreeftjessoort uit de familie van de Cyclopidae. De wetenschappelijke naam van de soort is voor het eerst geldig gepubliceerd in 1950 door Lindberg.